# Ratusz w Żabnie
Ratusz w Żabnie – dawny ratusz miejski w Żabnie (powiat tarnowski) zlokalizowany w północnej części Rynku, przy kościele Ducha Świętego.

## Historia i architektura

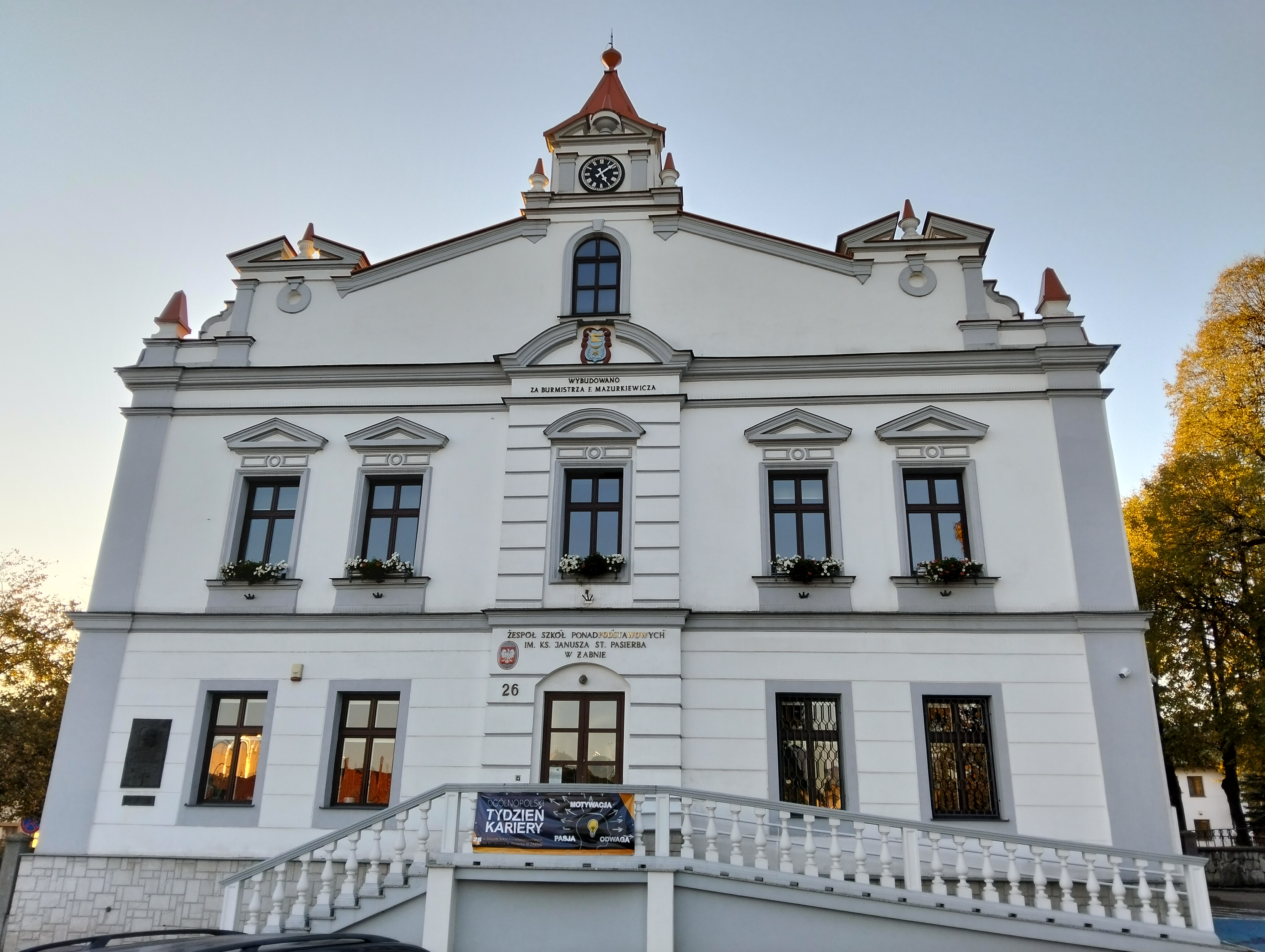
Elewacja frontowa (rynkowa)

Obiekt wzniesiono z inicjatywy burmistrza Franciszka Mazurkiewicza w 1895 (architektem i naczelnym budowniczym był mistrz murarski, Jakub Kurkowski) i oddano do użytku w 1896. Wcześniej parcelę tę zajmowały domy spalone podczas pożaru miasta w 1888. Władze lokalne zajmowały budynek w latach 1895-1946. Miał tu również siedzibę komisariat policji, natomiast w latach 1920-1966 działała szkoła podstawowa. Od 1966 do 1968 dawny ratusz przeszedł remont kapitalny – umieszczono tu szkołę zawodową oraz liceum ekonomiczne (Zespół Szkół Ponadgimnazjalnych im. Ks. Janusza Stanisława Pasierba). Kolejny remont przeprowadzono w latach 1990-1994. 
Jednopiętrowy ratusz został zbudowany na planie prostokąta i nakryty dachem dwuspadowym krytym blachą. Kondygnacje rozdzielają gzymsy. Ściana frontowa ma jednoosiowy ryzalit. Okna tej ściany umieszczono w ozdobnych opaskach tynkowych z naczółkami. Narożniki ujęte są lizenami i zwieńczone pseudobarokowymi wieżyczkami. Środkowa wieżyczka wyposażona jest w zegar pod ostrosłupowym hełmem.
Przed gmachem rośnie pomnik przyrody – Dąb Wolności z 1928.